# Universidade Nacional de Misiones

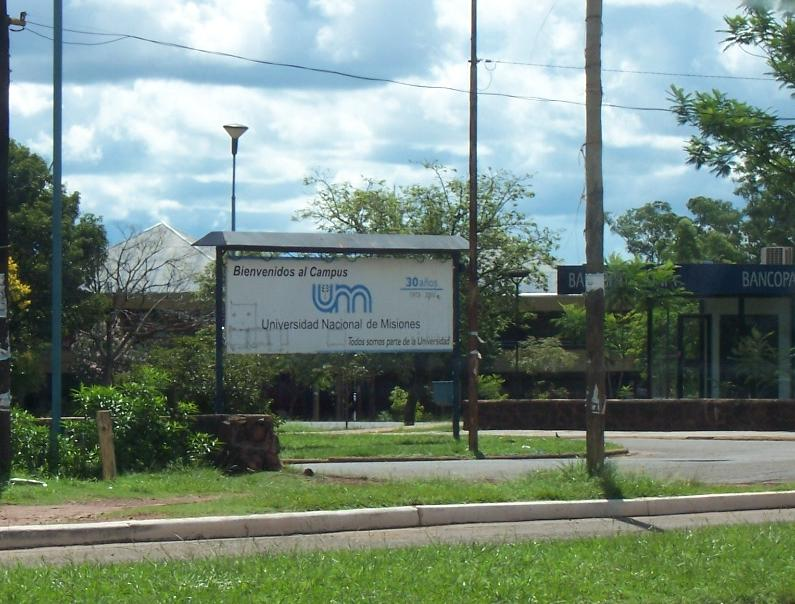
Campus em Posadas

A Universidade Nacional de Misiones (Universidad Nacional de Misiones, UNaM) é uma universidade pública argentina
Fundada pela lei 20.286 de 16 de abril de 1973, como parte do programa de reorganização da educação superior que levaria a fundação das universidades de Jujuy, La Pampa, Lomas de Zamora, Entre Ríos, Luján, Catamarca, Salta, San Juan, San Luis e Santiago del Estero.
Está situada na cidade de Posadas, Província de Misiones. Conta com mais de 11.000 alunos, entre eles muitos estrangeiros, dada a sua localização fronteiriça com o Paraguai e o Brasil. Apresenta também uma editora e uma emissora de rádio (LRH301 FM Universidad Nacional de Misiones).
Foi fundada a partir de um redirecionamento da  Universidade Nacional do Nordeste (UNNE)